# كينيتشي هوري
كينيتشي هوري (باليابانية: 堀江謙一؛ بالكانا: ほりえ けんいち) هو مغامر ياباني، ولد في 8 سبتمبر 1938 في أوساكا في اليابان.

## وصلات خارجية
- الموقع الرسمي